# عملية اروند المشتركة
كانت عملية أروند المشتركة (بالفارسية: عملیات مشترک اروند، وتُعرف أكثر باختصارها الفارسي "عما") عملية استعراض قوة نفذتها القوات المسلحة الإيرانية في أبريل 1969، بعد أن ادّعت العراق حق السيادة على شط العرب/أروند رود وهددت بمنع مرور السفن ما لم ترفع العلم العراقي.
وبينما كان العراق في وضع عسكري صعب آنذاك — إذ كان لديه 60 ألف جندي منتشرين في كردستان العراق، وثلاثة ألوية أخرى متمركزة في الأردن — أمر الشاه الإيراني بأن تبحر السفينة التجارية الإيرانية ابن سينا (أفيسينا)، وهي سفينة حمولة تزن 1,176 طنًا تنقل حديدًا للبناء، تحت العلم الإيراني. في 22 أبريل 1969 رافقتها سفن حربية إيرانية مسلحة بشكل كثيف ومقاتلات جوية. قطعت السفينة الرحلة البالغة 80 ميلًا عبر النهر إلى الخليج العربي في حوالي ست ساعات دون أن تُنزل العلم الإيراني. ورغم تهديداتها السابقة، لم تحاول القوات العراقية التدخل.
عزز البلدان قواتهما البرية على ضفتي النهر، فنشرت إيران المدفعية والدبابات والأسلحة المضادة للطائرات في محيط خرمشهر وعبادان، بينما وضعت العراق قواتها في البصرة في حالة تأهب. بعد ثلاثة أيام، مرت السفينة الإيرانية آريا فر عبر النهر برفقة أربع زوارق مدفعية دون أي اعتراض. ورغم حالة الإنذار العراقية في البصرة، لم تتمكن من تهديد السفينة الإيرانية. إن نشر إيران للدبابات الثقيلة والطائرات والمدفعية ردع القيادة البعثية عن عرقلة الملاحة، مما شكّل نكسة كبيرة لبغداد. ورغم أن الأخيرة رفعت القضية إلى مجلس الأمن الدولي، إلا أن أزمة أروند رود اعتُبرت انتصارًا بارزًا لإيران.
ردّت العراق على ذلك بإجراءات انتقامية تمثلت في الإساءة إلى المقيمين الإيرانيين داخل أراضيها وطردهم؛ فقد رحّلت آلاف الإيرانيين والحجاج من أراضيها. كما حظرت استيراد البضائع الإيرانية، معلنة أن ذلك "لدعم أهداف الأمة العربية". بالإضافة إلى ذلك، بدأت في دعم الحركات الانفصالية في خوزستان وبلوشستان.